# Xã Vail, Quận Perkins, Nam Dakota
Xã Vail (tiếng Anh: Vail Township) là một xã thuộc quận Perkins, tiểu bang Nam Dakota, Hoa Kỳ. Năm 2010, dân số của xã này là 10 người.